# Les Eaux mêlées (téléfilm)
Pour les articles homonymes, voir Les Eaux mêlées.
Les Eaux mêlées est un téléfilm réalisé par Jean Kerchbron et adapté du roman Les Eaux mêlées (1955) de Roger Ikor. Il a été diffusé le 6 décembre 1969 sur l'ORTF.

## Synopsis
Yenkel fuit son shtetl de Rakvomir et les pogroms de la Russie tsariste pour s'installer en France. Il souhaite plus que tout devenir Français même si un jour il est confronté à une manifestation antisémite. Sa femme et sa fille, son frère Moishe et ses parents ne tardent pas à le rejoindre. Il crée son entreprise de confection de casquettes dans le Pletzl à Paris. Son fils, Simon, naît français, obtient son certificat d'étude, ouvre une boutique et épouse une Française, Jacqueline. Pendant l'occupation allemande la famille de Yenkel doit se cacher. Yenkel se retire dans le village de sa belle-fille, Virelay, qu'il considère comme le sien. Comme les eaux de la Seine, les origines de ses petits-enfants et arrières petits-enfants (franciliennes et catholiques, russes et juives) se sont mêlées.

## Distribution
- Gilles Segal : Yankel Mikhanowitzki
- Claude Brasseur : Simon adulte
- Ludmila Mikael : Jacqueline
- Françoise de Wulf : Hanne
- Léon Spigelman : M. Spigelman
- Jackie Lombard : Esther
- Dora Doll : la serveuse
- Stéphane Fey : Louis
- Germaine Ledoyen : la mère de Louis
- Serge Marquand : Moishe
- Eva Saint Paul : Rachel Clara
- Jacques Alric : Baptiste
- Marcelle Ranson : Catherine
- Catherine Fellmann
- Michel Thomass
- Kim Camba
- Pierre Duncan
- René Pascal
- André Philip
- Georges Lucas
- Odile Astie
- Francis Chauvaud
- Jean Cassies
- Marcel Lupovici
- Scheina Blaszca
- Amine Kalafatte
- Serge Spira
- Josel Winnicki
- Anne Berger
- Alexandra Foulks
- Paul Armand
- Marie-Noëlle Gresset
- Martine Sylvestre
- France Girard
- Muriel Adam
- Joëlle Rys
- Valery Kay
- Christian Mesnier
- Georges Dehlen
- André Fouché
- Olivier Louis
- Piéral
- Marcel Nourquis
- Marcel Rouzé
- Joël Schmidt

Les enfants :
- Oriane de Wulf
- Pierre Fontaine
- Valérie de Wulf
- Michel Mesnier
- Martine Sariel
- Michel Husset
- Jean Cassegrain
- Christian Taillard
- Hervé Mesnier
- Sylvie Zigel
- Pascal Paveslek
- valérie Stroh
- Olivier Stroh

Narrateur : Emile Kacmann

## Fiche technique
- Réalisation : Jean Kerchbron, assisté d'Alain Quercy et Bernard Sobel
- Adaptation : Paule de Beaumont adapté du roman Les Eaux mêlées (1955) de Roger Ikor
- Directeur de la photographie : Jean-Marie Maillols
- Son : Willy Vinck
- Décorateur-ensemblier : Jean-Claude Josquin
- Montage : Guy Fourmond et Michèle Gourot
- Musique : Francis Lemarque
- Chorégraphie : Aline Ethelstein
- Cascade : Claude Carliez
- Directeur de production : Jean-Claude Rey
- Société de production : ORTF
- Conseillers : Léon Spigelman (yiddish), Yonce Linke (religieux), Josel Winnicki (casquettier),

## Projet et réalisation
Le village de la famille de Jacqueline, Virelay est inspirée de La Frette-sur-Seine et d'Herblay. Plusieurs scènes ont été tournées à La Frette-sur-Seine. La séquence du mariage et du pogrom à Rakvomir a été tournée à Kaysersberg en Alsace.